# PnB Rock
PnB Rock, właśc. Rakim Hasheem Allen (ur. 9 grudnia 1991 w Filadelfii, zm. 12 września 2022 w Los Angeles) – amerykański raper, autor tekstów i piosenkarz. Zdobył dużą rzeszę fanów w 2016 roku dzięki piosence „Selfish”, która zajęła 51 miejsce na Billboard Hot 100, a także dzięki piosence „Cross Me” Eda Sheerana, w której wystąpił gościnnie u boku Chance the Rapper’a. Piosenka zajęła 41 miejsce na liście przebojów w Polsce a 25 w USA. Udzielił się również gościnnie w przebojowym singlu XXXTentaciona „Changes”, który znalazł się w pierwszej dwudziestce na liście Hot 100. Wydał dwa albumy studyjne, Catch These Vibes (2017) i TrapStar Turnt PopStar (2019), z których ten ostatni znalazł się w pierwszej piątce listy Billboard 200. Singel „Selfish” pokrył się platyną w USA.

## Wczesne życie
Rakim Hasheem Allen urodził się 9 grudnia 1991 r. w dzielnicy Germantown w Filadelfii w Pensylwanii w muzułmańskiej rodzinie. Ojciec Allena został zamordowany, gdy ten miał trzy lata. Został wychowany głównie przez matkę. Jako nastolatek mieszkał w północno-wschodniej Filadelfii. Dorastał słuchając artystów takich jak: 2Pac i grupa R&B Jodeci. W wieku 13 lat Allen został wysłany do ośrodka trudnej młodzieży za popełnianie rabunków i bójki w szkole. Kiedy skończył 19 lat, został skazany na 33 miesiące więzienia za posiadanie narkotyków i inne przestępstwa. Allen był bezdomny przez krótki okres po zwolnieniu z więzienia. Nigdy nie ukończył szkoły średniej. Allen później przyjął pseudonim sceniczny PnB Rock i rozpoczął karierę muzyczną.

## Kariera
24 czerwca 2014 roku PnB Rock wydał swój debiutancki mixtape, Real N*gga Bangaz. Napisał ów mixtape, gdy był w więzieniu. W 2015 roku PnB Rock podpisał kontrakt płytowy z Atlantic Records, a jego pierwszym projektem pod tą wytwórnią było wydanie swojego trzeciego mixtape’u RnB3. W czerwcu 2016 roku wydał singel „Selfish”, który osiągnął 51 miejsce na Billboard Hot 100. W październiku 2016 roku Rolling Stone umieścił go na swojej liście „10 nowych artystów, których musisz znać”.
10 stycznia 2017 roku wydał kolejny mixtape, GTTM: Goin Thru the Motions, za pośrednictwem Atlantic Records i Empire Distribution. Album zadebiutował na 28 miejscu listy Billboard 200. Następnie, w kwietniu 2017 r., przyczynił się do ścieżki dźwiękowej z filmu Szybcy i wściekli 8 dwoma singlami: „Gang Up” z Young Thug, 2 Chainz i Wiz Khalifa oraz „Horses” z Kodakiem Black i A Boogie wit da Hoodie. W czerwcu 2017 roku PnB Rock został wybrany uczestnikiem XXL „2017 Freshman Class” wraz z A Boogie wit da Hoodie, Playboi Carti, Ugly God, Kyle, Aminé, MadeinTYO, Kamaiyah, Kap G i XXXTentacion.
Jego debiutancki album TrapStar Turnt PopStar został wydany w maju 2019 roku. PnB Rock i Chance the Rapper pojawili się w piosence Eda Sheerana „Cross Me” z albumu Sheeran No.6 Collaborations Project. W styczniu 2020 roku PnB Rock wydał utwór „Ordinary” z udziałem zmarłego rapera Pop Smoke’a, a w styczniu 2021 roku wystąpił u zmarłego rapera Kinga Vona w pośmiertnej piosence zatytułowanej „Rose Gold”. W lutym 2022 roku PnB Rock wydał mixtape na SoundCloud Daze, na którym znaleźli się gościnnie różni artyści, w tym Pasto Flocco, Iayze i Yung Fazo. Niezależnie, po rozwiązaniu kontraktu z Atlanitc Records wydał singel „Luv Me Again” 2 września 2022 roku, który był ostatnim singlem, jaki wydał za życia.

## Śmierć
12 września 2022 roku PnB Rock został okradziony i śmiertelnie postrzelony w Roscoe’s House of Chicken 'N Waffles w pobliżu Main Street i Manchester Avenue w południowym Los Angeles. Podczas napadu uratował swoją partnerkę, z którą miał dwuletnią córkę, rzucając ją pod stół.
28 września 2022 r. LAPD potwierdziło, że w związku z morderstwem aresztowano nieznaną z nazwiska 17-letnią osobę, a 32-letnia Shauntel Trone została aresztowana za współudział w morderstwie. Następnego dnia aresztowano trzeciego podejrzanego: ojca 17-latka, Freddiego Trone’a. Nieletni i Freddie Trone zostali oskarżeni o morderstwo pierwszego stopnia, dwa przypadki napadu drugiego stopnia i jeden przypadek spisku w celu popełnienia napadu. Jeśli podejrzani zostaną skazani za zarzut morderstwa, nieletniemu grozi dożywocie z możliwością zwolnienia warunkowego, a Freddiemu Trone’owi grozi dożywocie bez możliwości zwolnienia warunkowego lub kara śmierci.
Raper osierocił czwórkę dzieci.

## Dyskografia

### Albumy studyjne
- Catch These Vibes (2017)
- TrapStar Turnt PopStar (2019)